# Эквадорская зонтичная птица
Эквадорская зонтичная птица, или эквадорский головач (лат. Cephalopterus penduliger) — птица, принадлежащая семейству котинговые. Этот вид можно обнаружить в относительно узком поясе вдоль тихоокеанских склонов Чоко западной Колумбии и Эквадора. Эквадорская зонтичная птица обитает в кронах высоких деревьев во влажных и сырых лесах на высоте 80—1800 метров над уровнем моря. Она очень чувствительна к разрушению среды обитания, и большие размеры делают её легкой добычей для охотников. Кроме того, всего несколько популяций живут в охраняемых районах, поэтому птица в данный момент считается уязвимой.

## Описание

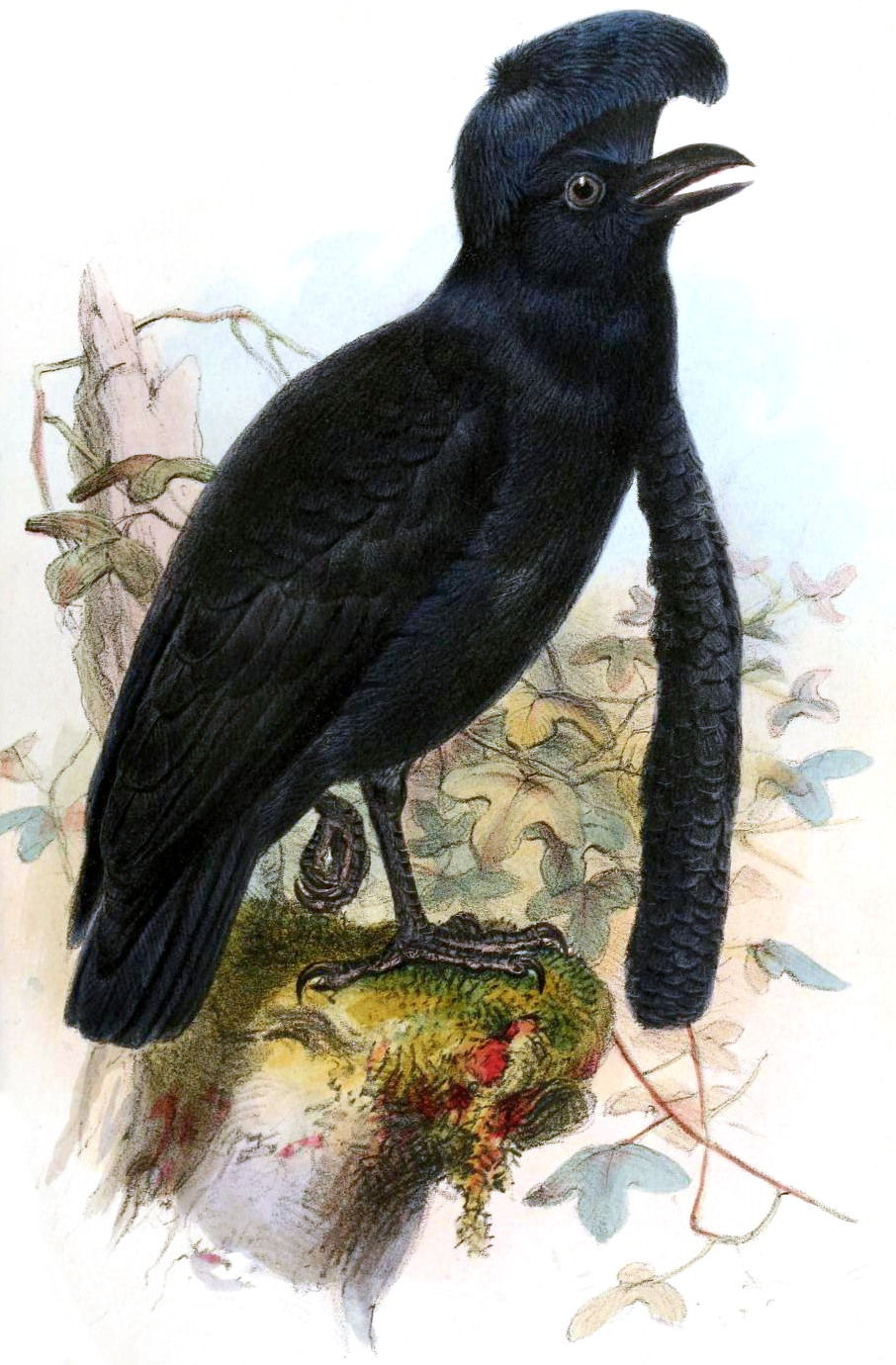
Иллюстрация

Эквадорская зонтичная птица — большая чёрная птица, самцы которой достигают 51 см в длину. Размеры самок составляют лишь около половины длины самцов. У самцов на голове проявляется впечатляющий нависающий гребень, простирающийся около клюва и состоящий из перьев.
Биноминальное название птицы было дано из-за длинной, вздутой серёжки, свисающей с центра грудной клетки самца, которая достигает 35 см в длину и покрыта короткими, чешуйчатыми перьями. Она может раздуваться во время процесса ухаживания. У самки, наоборот, серёжки и гребень уменьшаются.
Эти птицы обычно тихие, однако во время размножения самцы издают громкий крик. Гнёзда этой птицы впервые, по мнению учёных, были обнаружены в 2003 году. Строительство гнезда и высиживание птенцов полностью находятся в распоряжении самки. Рацион птицы состоит из насекомых, ящериц и фруктов, таких как кокосы.